# Éric Poulat
Eric Poulat (Chaponost, 8 dicembre 1963) è un ex arbitro di calcio francese.

## Carriera
Internazionale dal 1º gennaio 1999 è stato l'unico arbitro francese selezionato per i mondiali del 2006 in Germania (dove ha arbitrato le partite Portogallo-Iran e Brasile-Giappone).
È stato nominato arbitro dalla Federazione nel 1991 e ha arbitrato le finali della Coppa di Francia del 2002 e del 2007.
Eric Poulat ha concluso la sua carriera internazionale nel settembre 2006, e nel suo palmarès figura anche la partecipazione al torneo calcistico delle Olimpiadi del 2004 di Atene (dove gli tocca anche la semifinale tra Paraguay e Iraq). Spesso abbinato in terna all'assistente donna Nelly Viennot, ha dovuto rinunciare alla convocazione per i Mondiali Under-20 del 2005 proprio a causa del fallimento nei test atletici preliminari della collega.
Per la stagione 2008-2009 chiede di essere utilizzato soltanto nella Ligue 2, ma nel dicembre 2008 ha un ripensamento e debutta nella Ligue 1 in occasione della gara Auxerre-Paris Saint-Germain.
Nel giugno 2009 viene dismesso per raggiunti limiti d'età.